# Karate Shorin ryu
Karate po Kitajsko pomeni železna roka(pest).Po Japonsko pa pomeni prazna roka. Shorin(šorin) pomeni Borov gozd,Ryu pa šola. Karate Shorin Ryu izvira iz Japonske iz majhnega otoka Okinava. Glavni izumitelj Shorin Ryu-a je bil Chōshin Chibana.V Shorin Ryu stilu obstaja več stilov npr. obstaja tudi stil Karate Shorin Ryu-Matsubaryashi Ryu,njegov ustanovitelj je Shoshin Nagamine.Vsi ti izumitelji,ki so se učili v gradu Shurite(šurite) so imeli svoj Karate stil ne pa vsi!Poznamo več kot 100 vrst stila Karateja od:Shotokana do Shorin Ryua,Goju-ryu,Uechi-ryu...
Grad Shurite(šurite)predstavlja učence,ki se učijo osnove Karateja

### Zgodovina Karate Shorin Ryu-a

#### Japonski izvor
Konec 14. stoletja so se začeli trgovski stiki Okinave s celinsko Kitajsko, preko katerih so se na otočje prispele različne oblike kitajskega boksa.
Kitajski bokserji so demonstrerali nekaj svojih stilov ter pokazali Japonskim prebivalcem.Karate nima nobene veze z Kitajskim Kung Fujem. Res je,da ima Karate
različne udarce kot Kung Fu ampak pravi izvor Karateja je prišel od Samurajev.Samuraji so veliko desetletij  trenirali za orožji predvsem z Katano(japonski meč).
Samuraji so znali z mečem pokazati blokade,sekanje...nekateri mojstri so opazovali njihov trening in so šli po isti poti samo brez meča(katane).Se pravi da Karate izvira iz Katane!